# Ameropterus versicolor
Ameropterus versicolor is een insect uit de familie van de vlinderhaften (Ascalaphidae), die tot de orde netvleugeligen (Neuroptera) behoort. 
Ameropterus versicolor is voor het eerst wetenschappelijk beschreven door Burmeister in 1839.